# Saint Peter (parish i Barbados)
Saint Peter är en parish i Barbados. Den ligger i den nordvästra delen av landet. Antalet invånare är 11 544. Arean är 34 kvadratkilometer.
Följande samhällen finns i Saint Peter:
- Speightstown

I Saint Peter finns:
- kullarna Cherry Tree Hill och  Pico Teneriffe
- stranden Heywoods Beach
- viken Six Men's Bay